# 埃斯特雷穆斯
埃斯特雷穆斯是巴西北大河州的一个市镇。总面积125.665平方公里，总人口22995人，人口密度183人/平方公里。